# X战警 (1993年游戏)
《X战警》是一款由Western Technologies Inc制作、世嘉发行的平台游戏。游戏于1993年3月在Mega Drive发行。
游戏发生在變種人學校內一个用来训练X战警的训练区「危险室」。
GameTrailers将本游戏列为X战警系列游戏第七位。